# Colonna di Vigreux
La colonna Vigreux è una colonna di rettifica usata per la distillazione frazionata molto semplice costituita da un tubo di vetro a due innesti (uno per il recipiente di distillazione, l'altro per il tubo di Claisen). Sulla superficie interna presenta delle digitazioni, sulle quali il vapore condensa ricadendo nel pallone di distillazione; man mano che la distillazione prosegue la condensazione del vapore avviene su digitazioni posizionate più in alto, fino al tubo di Claisen, questo espediente consente di ottenere vapore ricco del componente più basso bollente migliorando notevolmente le caratteristiche di purezza del distillato. In campo industriale lo stesso risultato è ottenuto riflussando in testa parte del distillato in uscita dal condensatore, o adottando condensatori parziali in testa colonna (detti deflemmatori) il cui condensato ricada direttamente in colonna.
Più semplicemente, la Colonna di Vigreux serve per rendere più pura possibile la sostanza da distillare, in quanto sfruttando le sporgenze all'interno, il vapore che si crea si "ricondensa" e il processo della distillazione ricomincia.